# Jilm horský

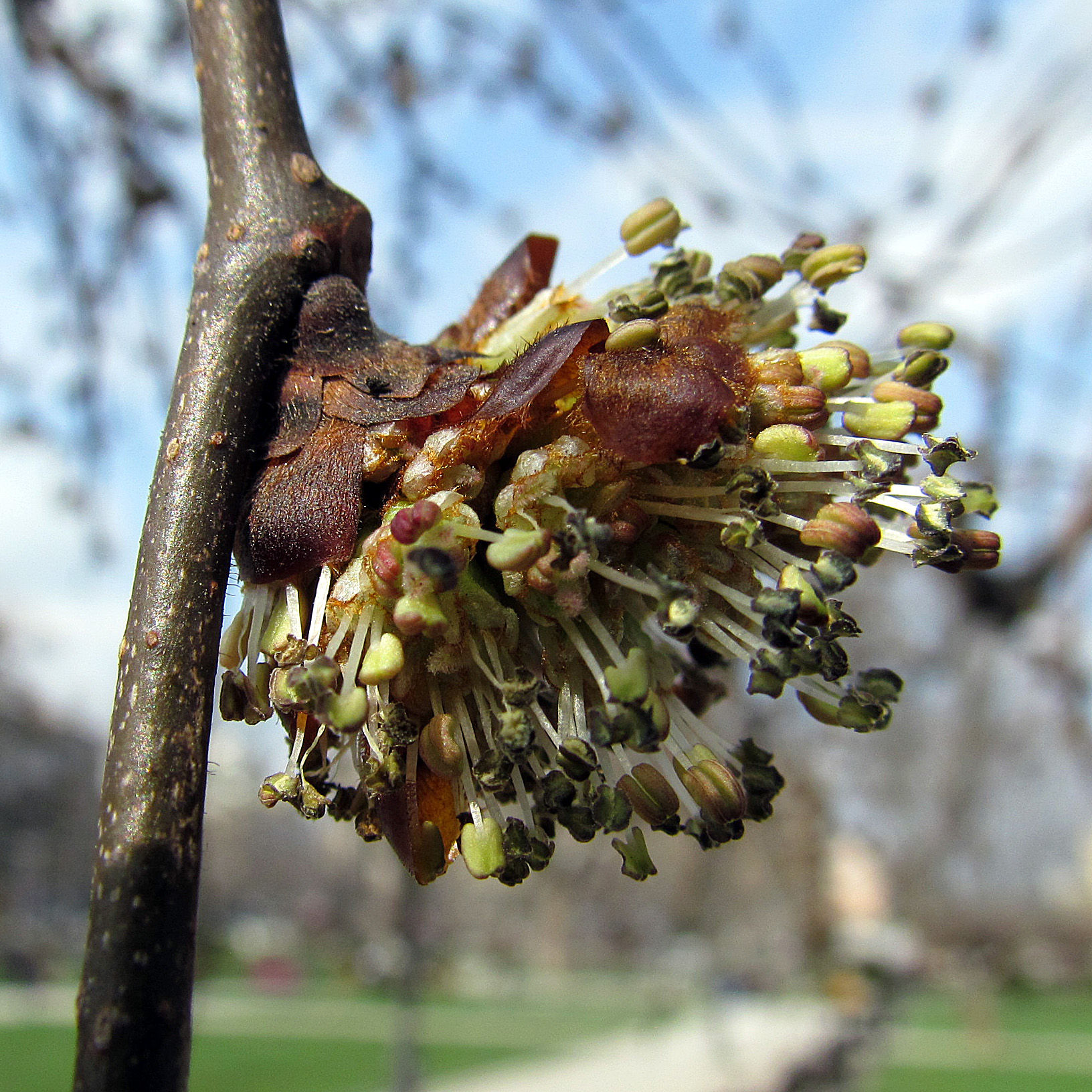
Květy v klubíčku

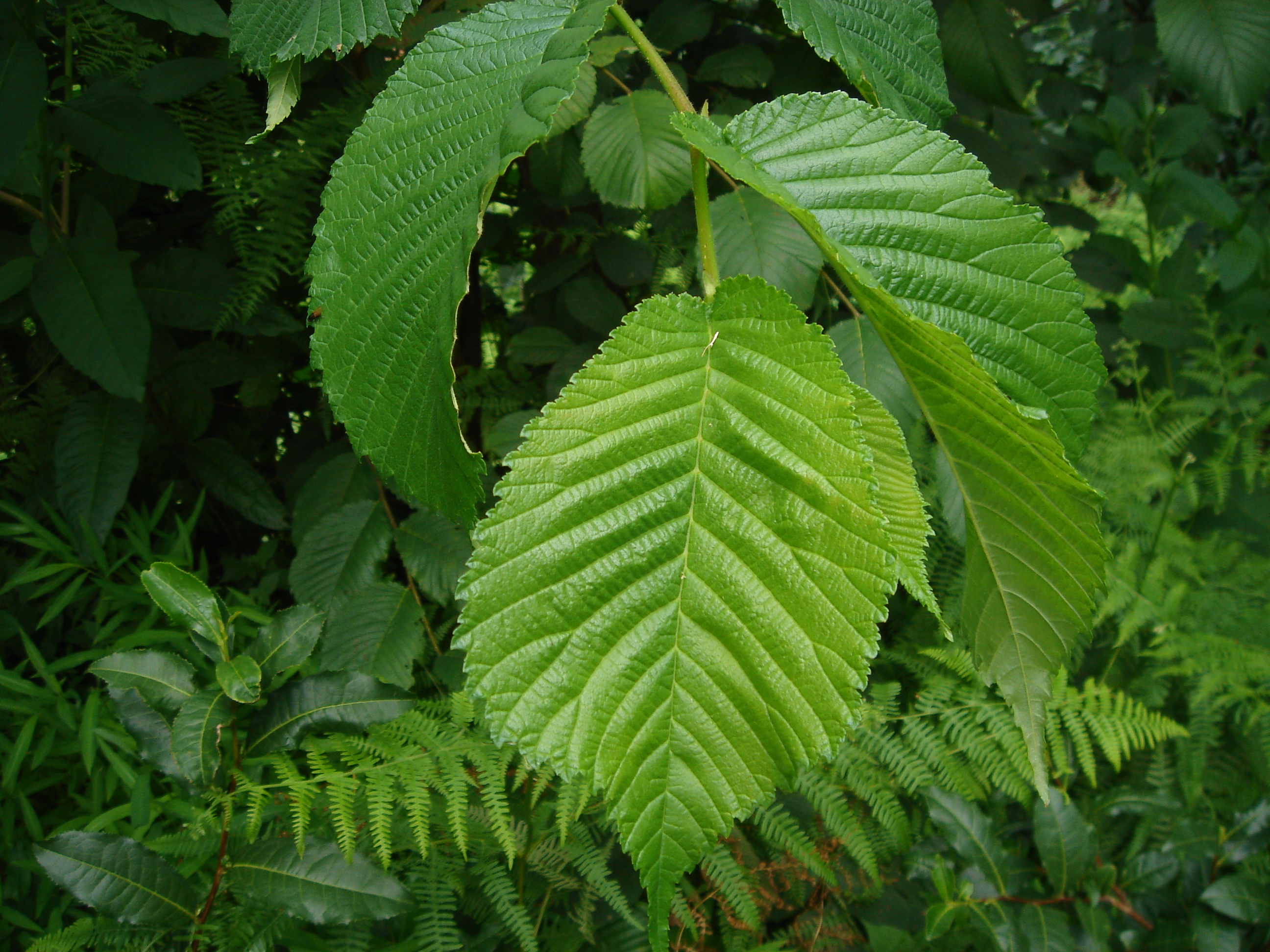
Listy

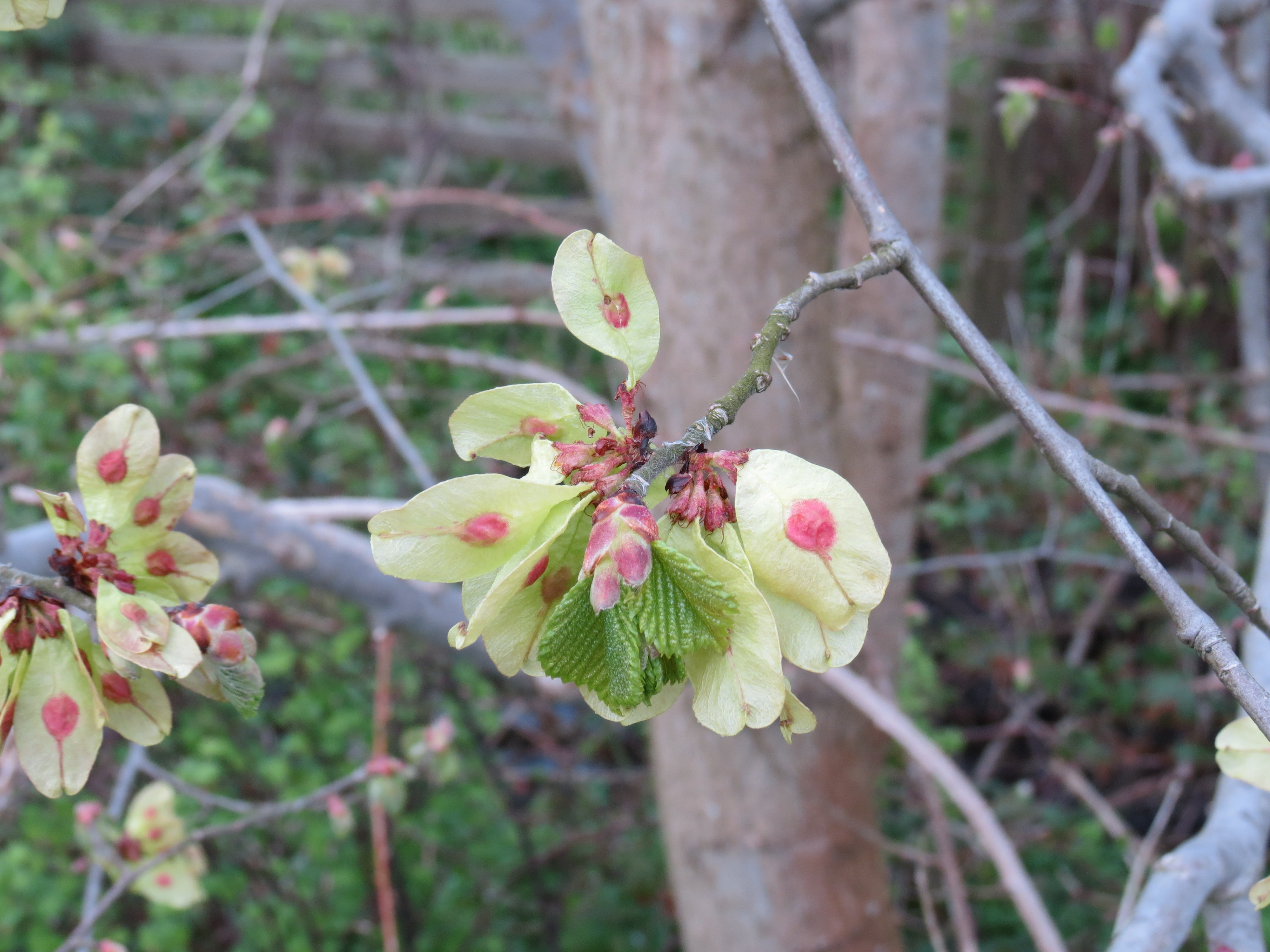
Zrající semena ve středu nažek

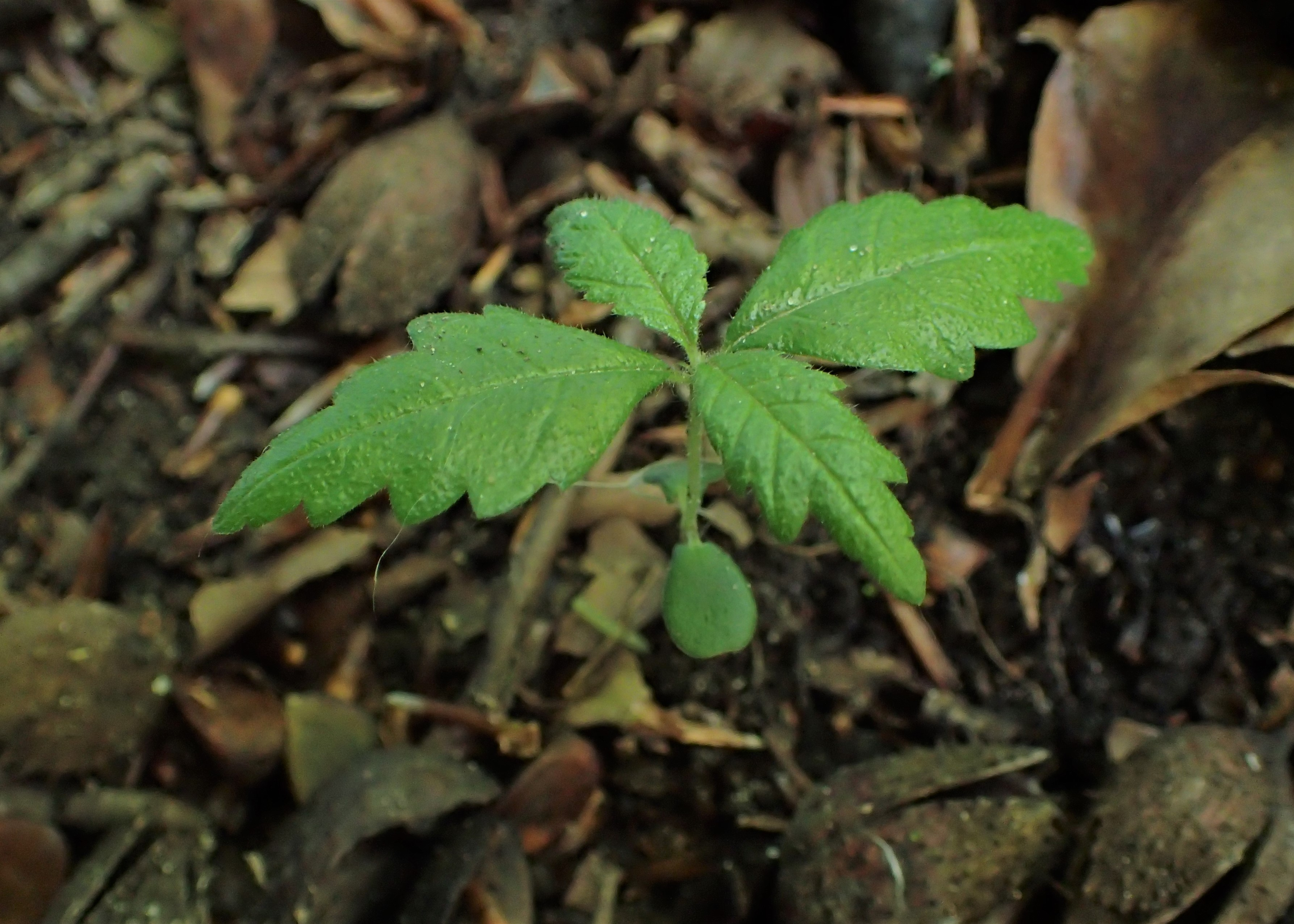
Semenáč s prvními listy

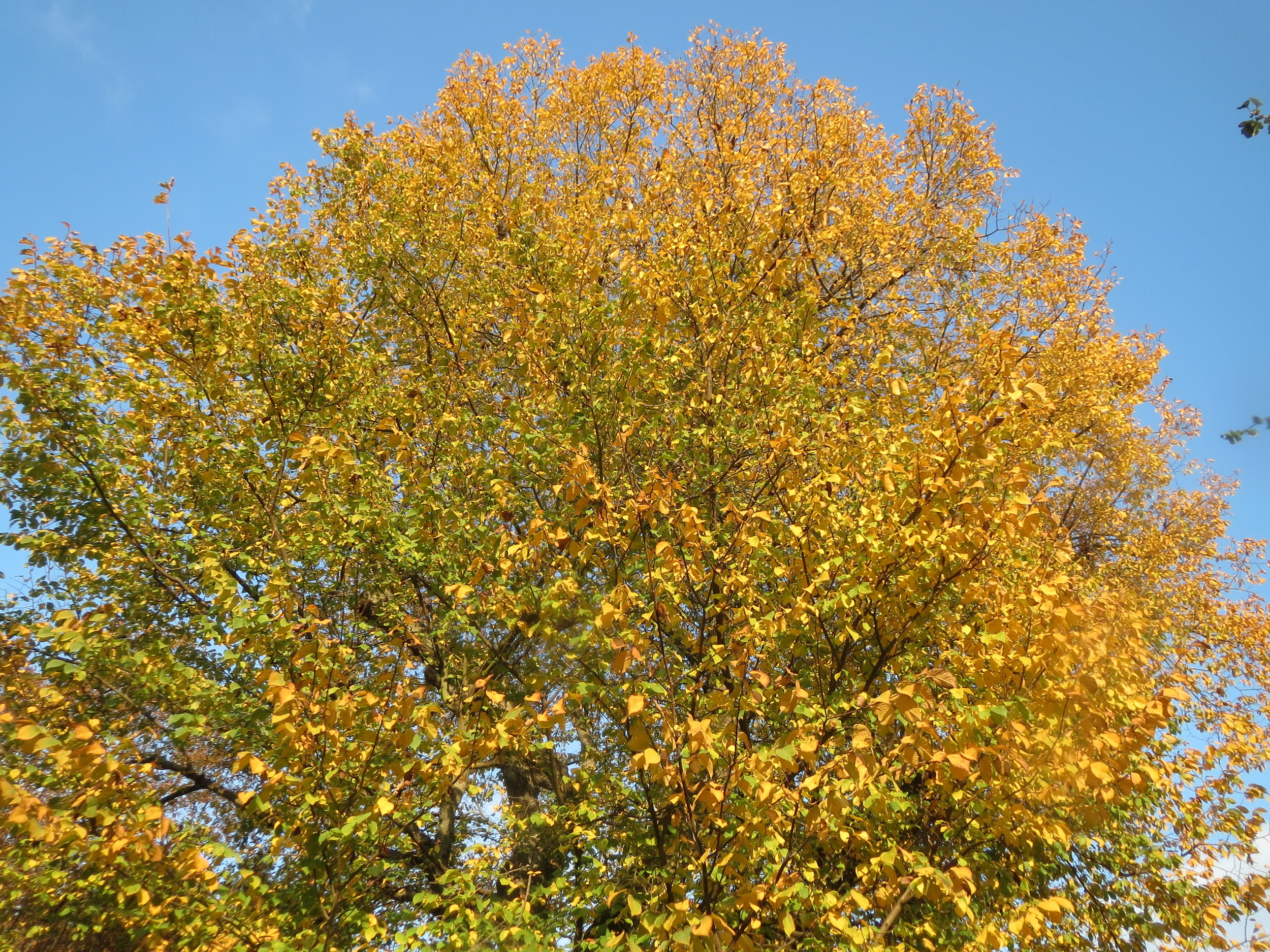
Podzimní šat

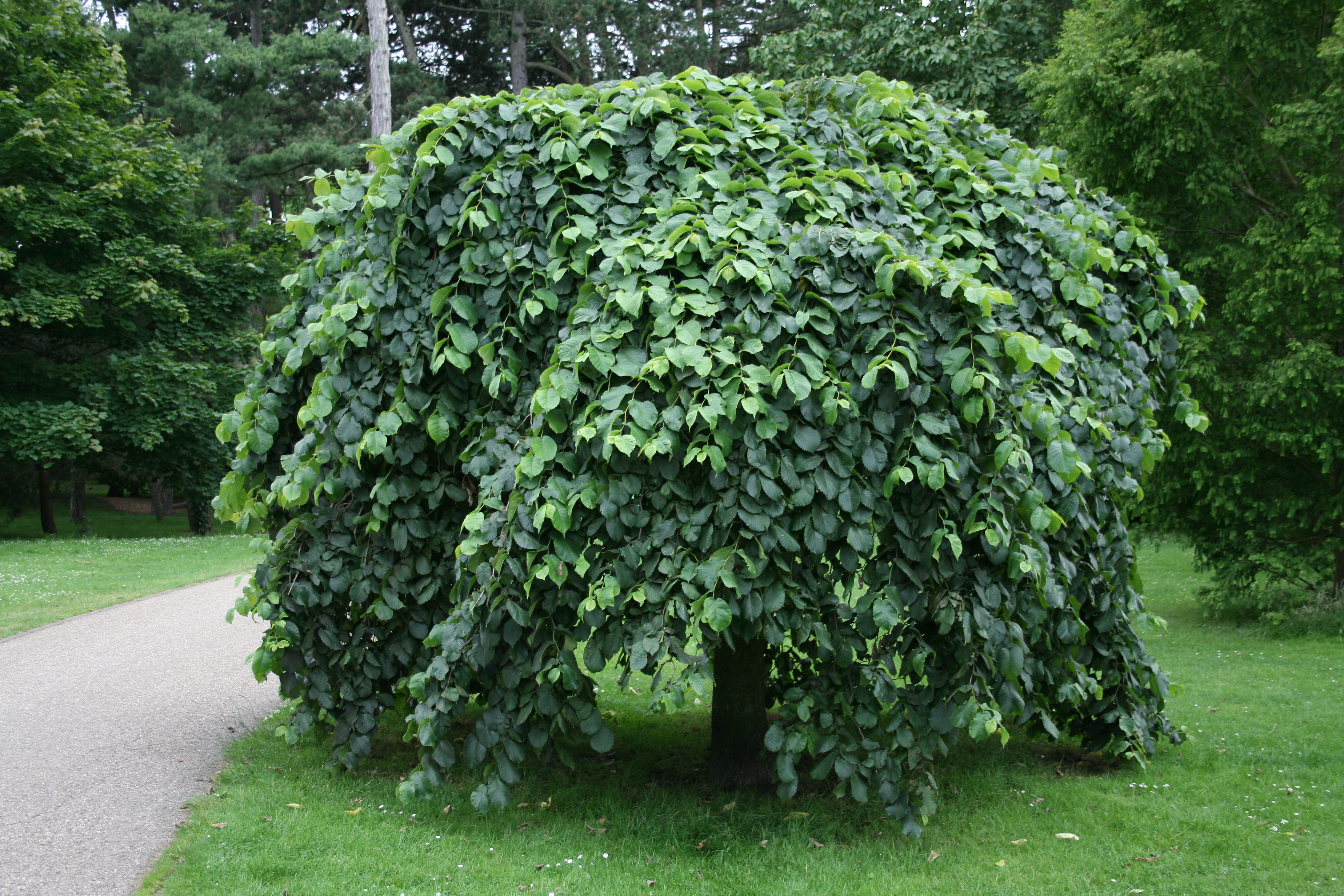
Kultivar 'Camperdownii'

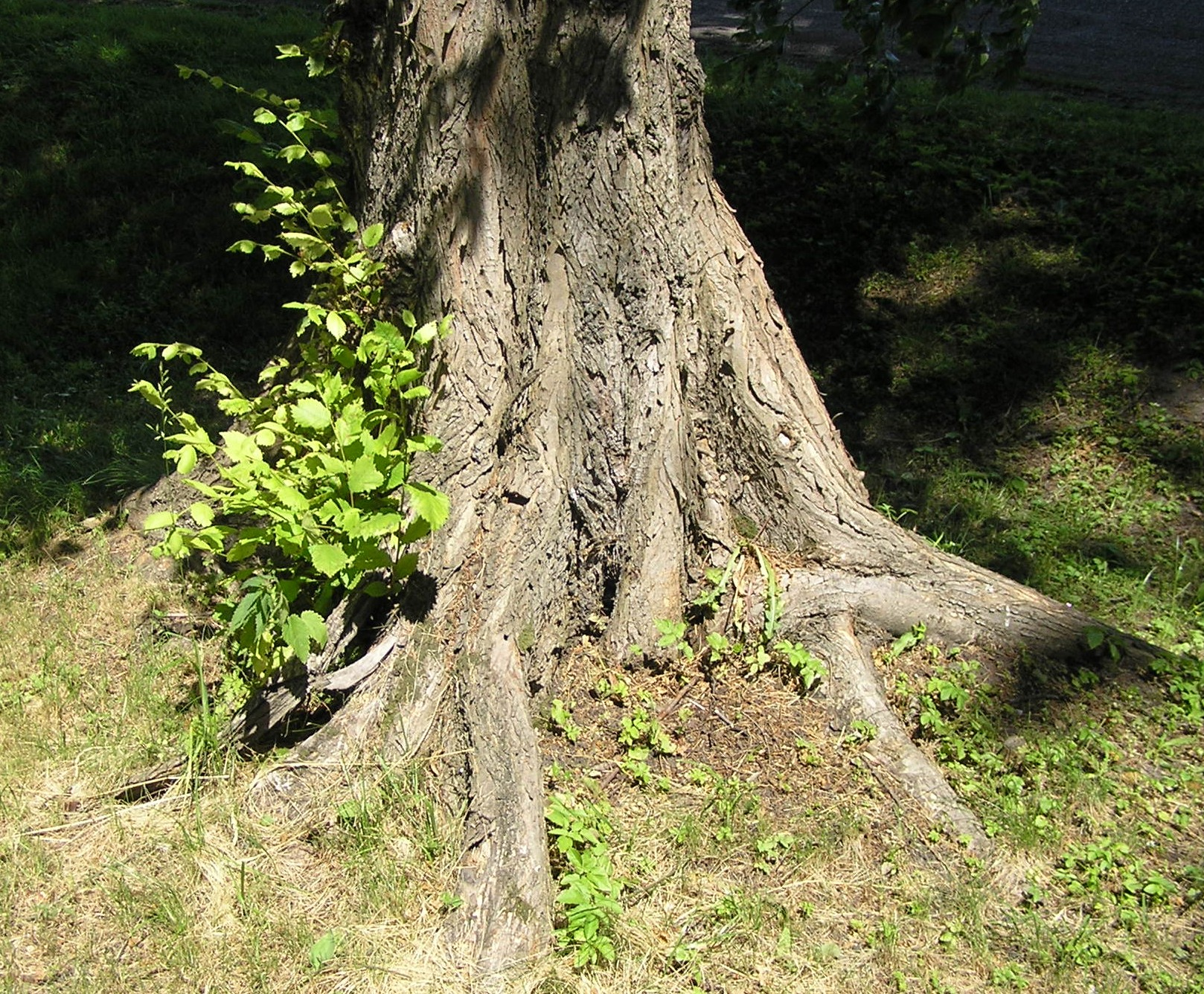
Kmen s kořenovými náběhy

Jilm drsný (Ulmus glabra), někdy zvaný též jilm horský, je opadavý, listnatý, vysokokmenný, rozložitý strom dorůstající do průměrné výše 20 či 30 m, ojediněle až 40 m. Nejčastěji se vyskytuje v evropských kopcovitých a skalnatých lesích, často podél potoků a příkopů. V české přírodě rostou tři původní druhy rodu jilm, jež si jsou velmi podobné, jilm drsný se z nich vyskytuje nejčastěji a nejlépe odolává novodobé chorobě grafióze.

## Rozšíření
Areál jilmu drsného se rozkládá hlavně v evropském mírném pásu, nespadají do něj pouze jižní části Iberijského a Balkánského poloostrova. Na severu Evropy, v Norsku, vyrůstá díky teplému Golfskému proudu až po 67° severní šířky, obdobně je vysazován a pěstován jako nepůvodní druh i na Islandu. Oblast původního výskytu je mimo Evropu ještě na Kavkazu, v jihozápadní Asii a ruské západní Sibiři. Druhotně byl pro svou odolnost a nenáročnost lidmi rozšířen do Střední Asie, do jižních oblasti na východě Kanady a do některých států Spojených států amerických.
V Česku se vyskytuje roztroušeně až hojně především ve středních a vyšších polohách, v pahorkatinách a podhorských oblastech po celém území, v nížinách je výrazně vzácnější. V české přírodě roste do výšky 1250 m v Úpské jámě v Krkonoších a 1150 m ve Velké kotlině v Hrubém Jeseníku. Ze všech tří druhů rostoucích v Česku se jilm drsný vyskytuje v Evropě na nejrozlehlejším areálu, velkém okolo 9,5 miliónu km².

## Ekologie
Druh je chladnomilnější a často vyrůstá ve stinných suťových lesích, obvykle na bazickém podloží, k využití slabšího světla má dokonale rozestavěné listy. Dobře také roste v lužních lesích na vlhčích a živinami bohatých skeletových půdách, které jsou mírně zásadité až mírně kyselé, ve výrazně kyselých ale neprospívá. Za typicky je považován jeho výskyt na prameništích a na půdách s vysokou hladinou podzemní vody. Špatně snáší důkladné proschnutí půdy v letním období, prospívá mu vyšší vzdušná vlhkost. Dospělosti dosahuje většinou okolo 30 let, je dlouhověkým druhem dožívající se až 500 let, přestože je mrazu odolnou dřevinou snáší špatně holomrazy Vytváří hustý široký kořenový systém, který strom činí odolný vůči vývratu při silném větru, je tolerantní k námořní expozici i ke znečištěnému ovzduší. Kořeny ale může poškozovat v blízkosti položená podzemní vedení. Strom přežívá i silné ořezání koruny, po skácení nebo rozlomení vypouští z pařezu nové kmínky.
Stromy vykvétají, v závislosti na klimatických podmínkách, v březnu až dubnu, ještě před jarním rašením listů. Květy jsou anemofilní, nerozkvetlé však produkují na vnější straně pupenů sladkou šťávu a jsou navštěvovány včelami medonosnými. Plody, křídlaté nažky, dozrávají a opadávají již v červnu a červenci, ale zůstávají životaschopné jen po několik dnů. Ulm drsný žije svými kořeny v symbióze s myceliem hub rodu Glomus. Počet jeho chromozomů 2n = 28 a stupeň ploidie x = 2.
Jilm drsný je, obdobně jako ostatní druhy rodu jilm, ohrožen mykotickým onemocněním grafiózou, způsobenou vřeckatou houbou Ophiostoma ulmi (dříve Ceratocystis ulmi), kterou přenášejí kůrovci bělokazi, zejména z rodu Scolytus. Nemoc není léčitelna, pouze se pro novou výsadbu vybírají semenáče klonů, které jsou vůči ní relativně nejodolnější. Při postižení dochází k náhlému odumření celých větví, případně i stromů. Velkou výhodou je skutečnost, že stromy produkují zdravá semena průměrně již ve věku okolo třiceti let, v tomto čase stromy ještě nebývají nakažené a tudíž jejich semena chorobu nerozšiřují.

## Popis
Listnatý opadavý strom dorůstající průměrně do výšky 20 až 30 m, výjimečně 40 m. Kmen má přímý, poměrně krátký, tlustý až 80 cm, koruna s nízko nasazenými silnými větvemi je rozložitá. Jeho kůra je v mládí hrubá jen 0,3 cm, šedohnědá a poměrně dlouho hladká, ve stáří je ztlustlá až na 2,5 cm a kolmo rozpraskaná v dlouhé šupiny. Letorosty bývají odstálé štětinaté červenohnědé, jejich ochlupení někdy vydrží i několik let. Rezavě chlupaté pupeny jsou vejčitě kuželovité, na konci tupé a dlouhé až 7 mm.
Listy s hustě chlupatými řapíky kratšími než 3 mm vyrůstají střídavě, bývají více či méně přitisknuté k větvičce. Jsou na omak měkké, mají nepravidelně obvejčitou čepel, která je nejširší v horní polovině a na bázi nápadně nestejnoměrná. List bývá dlouhý 9 až 15 cm a široký 5 až 10 cm, po obvodě je dvojitě pilovitý (více než 130 zubů), na vrcholu má špičku a v blízkosti dva zuby nápadně zveličené, takže vypadá jako se třemi špičatými vrcholy. Na lícní straně je velmi drsný, na rubové má chomáčky chlupů v paždí postranních, často rozeklaných patnácti až osmnácti žilek zpeřené žilnatiny.
Květy jsou oboupohlavné a vyrůstají na loňských větvičkách v hustých, vrcholičnatých, stažených květenstvích, v klubíčkách, která jsou tvořená patnácti až třiceti, nejčastěji pětadvaceti květy. Téměř přisedlé květy mají čtyři až pět spojených okvětních lístků dlouhých asi 4 mm, které jsou po obvodě rezavě brvité. Jsou protandrické, obsahují pět až šest tyčinek, jež jsou dvojnásobně delší než okvětní lístky a nesou purpurově červené prašníky, lysý zploštělý semeník má dvě načervenalé blizny bez čnělek.
Plodem je nažka se eliptickým blanitým křídlem se šedozeleným lemem. Křídlo bývá široce obvejčité až eliptické, dlouhé 17 až 25 mm a široké 10 až 18 mm. Semeno je velké 5 × 3 mm, jeho suchá hmotnost bývá 3 g, nemá endosperm a je uloženo ve středu křídla. Nažka je rozptylovaná větrem v lese na vzdálenost obvykle do 30 m a na okraji lesa příležitostně až 100 m, může také po určitou dobu plout bez poškození i po vodě.

## Rozmnožování
Semena nemají dormanci a jsou schopná okamžitého klíčení, před výsevem není nutné žádné speciální ošetřování. Po opadu na zem špatně přežívají dlouhotrvající sucho, lépe snášejí několikaměsíční deště a případně i záplavu. Po vytvoření kořínku se jejich hypokotyl rychle vyvíjí a děložní lístky jsou vyzvedávány na povrch, obal semene přitom zůstává v půdě. První pravé listy tvoří dva kříže nad sebou, další listy vyrůstají jednotlivě nebo ještě v páru. Do konce vegetačního období vyrostou větší semenáče, ty se rozsadí a první zimu pěstují ve skleníku. Od mládí jim narůstá hluboký kořen a proto se doporučuje vysázet je do dvou let na trvalé stanoviště.
Klíčivost semen velmi záhy klesá, po sedmi dnech asi na 50 %, neexistuje tedy žádná půdní banka se semeny pro další roky. Přežijí bez úhony rok či dva pouze tehdy, jsou-li skladována při vlhkosti 10 % a teplotě -4 °C. Klíčení urychluje kolísání teploty mezi 20 a 30 °C (noc a den), čerstvá obvykle vyklíčí během několika dnů, množství světla je nepodstatné. Po přirozeném opadu jsou hojně požírána drobnými savci, nejčastěji myšicí křovinnou, kteří je upřednostňují i před semeny tis červený, jasanu ztepilého a jiných stromů. Významné množství zlikvidovaných semen bylo také pozorováno u ptáků, králíků a veverek, což je i příčinou malého počtu semenáčů v poměru k hustotě dospělých jedinců, přibližně jen 5:1 až 10:1.
Na některých přímořských místech, v Dánsku a ve Velké Británii, plodí stromy semena již od věku třinácti až pětadvaceti roků, kdy mají průměr kmene pod 10 cm. V kontinentálním klimatu střední a východní Evropy začíná pravidelná plodnost později, kolem třiceti až čtyřiceti let na otevřeném prostranství a okolo padesáti let v zapojených lesních porostech.

## Záměna
Všechny naše jilmy jsou si díky značné plasticitě navzájem velmi podobné. Od jilmu horského se dá nejsnáze odlišit jilm vaz, který má nevětvené žilky při okraji listové čepele, dlouhé květní stopky a výrazně chlupaté nažky. Naopak podobnějším druhem je jilm habrolistý, který se odlišuje delšími řapíky, semenem uloženým v horní části plodu, na líci obvykle hladkými listy a častou tvorbou korkových lišt na starších větvích.

## Použití
Měrná hmotnost dřeva po vysušení na 15 % vlhkosti se pohybuje v průměru okolo 640 kg/m³, podobně jako u buku lesního nebo jasanu ztepilého. Dřevo jilmu je velmi odolné ve styku s vodou, jeho životnost na vzduchu je uváděna 100 a v mořské vodě 500 let. Používá se k výrobě člunů, částí lodí, nábytku, dřevěných vodovodních trubek, podlahových prken i rakví. Kůra obsahuje spektrum vitaminů (A, B, E, K) a z minerálů hlavně hořčík a selen. Listy a mladé větvičky jsou přes zimu často spásány zvěří.
Odvar z vnitřní slizovité kůry se používá při průjmu a popraskání kůže, při poruchách trávení, dyspeptických potížích nebo při překyselení žaludku, zevně při ekzémech a alergických kožních onemocněních, hnisavých kožních zánětech nebo na hemoroidy, ve formě kloktadla při zánětech dutiny ústní a hrtanu. Nezralé plody lze konzumovat syrové, mají neobvyklou aromatickou chuť, která zanechává v ústech svěží pocit a dech příjemně ovoní.
Jilm horský je považován za sadovnickou i lesnickou významnou dřevinu. Bývá jako ozdobný strom vysazován do parků i ozdobných zahrad, košaté stromy vrhají hustý stín. Pěstuje se v několika kultivarech lišících se vzrůstem (zakrslý, převislý) nebo barvou listů. Byly vyšlechtěné četné okrasné, např. 'Atropurpurea' s hnědočervenými listy nebo 'Pendula' s dlouhými převislými větvemi.